# Mariapolder (Hulst)
De Mariapolder is een polder die zich bevindt ten noorden van Kloosterzande. Ze behoort tot het complex: Polders van Hontenisse en Ossenisse.
De polder werd ingedijkt door de monniken van de Abdij Ten Duinen, omstreeks 1170. De polder meet 237 ha en is genoemd naar de Heilige Maria.
Op 12 maart 1906 liep deze polder nog schade op ten gevolge van een dijkdoorbraak in de naburige Wilhelmuspolder.
Burghpolder · Clinge- en Kieldrechtpolders · Clingepolder · Dullaertpolder · Eekenissepolder · Graauwsche Polders · Havenpolder · Hertogin Hedwigepolder · Hoof- en Molenpolder · Hooglandpolder · Kieldrechtpolders · Kievitpolder · Kleine Molenpolder · Koningin Emmapolder · Langendampolder · Louisapolder · Mariapolder (Hulst) · Melopolder · Mispadpolder · Molenpolder (Hulst) · Nijspolder · Noordhofpolder · Oude Graauwpolder · Oudelandpolder · Polders tussen Lamswaarde en Hulst · Polders van Hontenisse en Ossenisse · Saaftingepolders · Saeftingepolder · Ser-Pauluspolder · Stoofpolder · Van Alsteinpolder · Vitshoek · Willem-Hendrikspolder · Zandpolder · Zoutepolder